# José Fábio Alves Azevedo
José Fábio Alves Azevedo (født 15. juni 1976) er en tidligere brasiliansk fodboldspiller.